# Геология полезных ископаемых
Геология полезных ископаемых — прикладной раздел геологии, изучающий месторождения полезных ископаемых, их строение, состав, условия образования и закономерности размещения в недрах Земли. Целью геологии полезных ископаемых является создание научной основы для прогноза распространения, поисков, оценки и разведки месторождений полезных ископаемых.

## Разделы геологии полезных ископаемых
- Геология рудных месторождений и металлогения
- Геология нерудных месторождений
  - Геология каустобиолитов (горючих полезных ископаемых)
    - Геология месторождений твердых горючих ископаемых
    - Геология нефти и газа

  - Геология солей, геология строительных материалов и др.
- Экономическая геология

Геология полезных ископаемых резко дифференцирована по видам минерального сырья. Она подразделяется на геологию месторождений рудных и геологию месторождений нерудных полезных ископаемых. Раздел геологии полезных ископаемых изучающий закономерности размещения рудных месторождений и их связь с процессами осадкообразования, тектоники, магматизма и метаморфизма развился в самостоятельную отрасль знаний, получившей название металлогения. Геология нерудных полезных ископаемых подразделяется на геологию горючих ископаемых или геологию каустобиолитов, которая включает в себя геологию твердых горючих ископаемых (в основном ископаемых углей, горючих сланцев) и геологию нефти и газа, и геологию негорючих ископаемых, включающую геологию солей, геологию строительных материалов и др. Раздел геологии негорючих полезных ископаемых, посвященный подземным водам, является в то же время частью гидрогеологии.
Экономическая геология — дисциплина, рожденная на стыке геологии полезных ископаемых и экономики, занимается стоимостной оценкой месторождений и участков недр. Так как сам термин «полезное ископаемое» имеет скорее экономический характер, чем геологический, часто (особенно в западной литературе) понятия экономическая геология и геология полезных ископаемых отождествляются.